# Nombre de masse
Le nombre de masse (A) est le terme employé en chimie et en physique pour représenter le nombre de nucléons, c'est-à-dire la somme du nombre de protons (numéro atomique Z) et du nombre de neutrons (N) constituant le noyau d'un atome.
Par exemple, le noyau du carbone 12 (12C) compte 6 protons et 6 neutrons, son nombre de masse est donc 12 (6 + 6).
C'est ce nombre qui détermine la variété isotopique d'un élément chimique.
On appelle isotopes des éléments chimiques ayant un même numéro atomique, mais un nombre de neutrons et donc un nombre de masse différents.
On appelle isobares des éléments chimiques ayant un même nombre de masse (A).
Un noyau dont le nombre de masse est pair est un boson ; celui dont le nombre de masse est impair est un fermion,.
| Grandeur                      | Définition | Unité                  | Remarque |
| ----------------------------- | --- | ---------------------- | --- |
| Nombre de masse               | Le nombre de nucléons d'un atome.                                                                                          | Entier sans dimension. | La différence entre le nombre de masse et la masse moléculaire de l'atome vient des inégalités dans l'énergie de liaison nucléaire, et est typiquement inférieure au pour cent.           |
| Masse atomique                | La masse d'un atome ou d'une molécule.                                                                                     | (kilogramme) uma       | Exprimée en unité de masse atomique, la mesure de la masse atomique est égale à celle de la masse moléculaire.                                                                            |
| Masse moléculaire             | Rapport entre la masse atomique d'une molécule de ce corps et l'unité de masse atomique.                                   | Nombre sans dimension. | Pour un isotope donné, la masse moléculaire est peu différente de son nombre de masse. |
| Masse molaire                 | La masse d'une mole d'une molécule (ou d'un atome).                                                                        | (kg/mol) g/mol         | Exprimée en gramme par mole, la mesure de la masse molaire est égale à la masse moléculaire.                                                                                              |
| Unité de masse atomique (uma) | Le douzième de la masse d'un atome de carbone 12.                                                                          | (kilogramme)           | Elle vaut 1,66 × 10−27 kg, sensiblement la masse d'un proton (1,672 × 10−27 kg) ou d'un neutron (1,675 × 10−27 kg), la différence correspond à l'énergie de liaison nucléaire du carbone. |
| Mole (mol)                    | Quantité de matière d'un système contenant autant d'entités élémentaires qu'il y a d'atomes dans 12 grammes de carbone 12. | mole (mol)             | Le nombre d'entités est le nombre d'Avogadro, 6,022 × 1023 mol−1. |